# Ivica Vrkić
Ivica Vrkić (Moslavački Krčenik kod Donjeg Miholjca, 10. siječnja 1947.) je poznati hrvatski proljećar. Od 2013. do 2021. godine bio je gradonačelnik grada Osijeka.

## Životopis
Rodio se u Moslavačkom Krčeniku 1947. godine. U Osijeku je završio osnovnu školu i gimnaziju.
Studirao je u Zagrebu, gdje je na Filozofskom fakultetu diplomirao filozofiju i sociologiju. Pravo je diplomirao u Osijeku.
Bio je aktivan još kao student u zagrebačkom studentskom i omladinskom miljeu. Zbog toga je izabran za profesionalnog člana predsjedništva hrvatske omladinske organizacije zaduženog za programe u kulturi. Vrkić je u kulturi i pridonio, poticanjem i osnivanjem centara za kulturu u najvećim gradovima u Hrvatskoj,  Zagrebu, Splitu, Rijeci i Osijeku.

## Hrvatsko proljeće
1970. je godine izabran za predsjednika Saveza omladine Hrvatske.
Bio je najmlađi sudionik hrvatskog proljeća. Blisko je surađivao s čelnim hrvatskim političarima Mikom Tripalom i Savkom Dabčević Kučar,a zvali su ga "miljenikom Savke Dabčević-Kučar". U hrvatskoj su ga javnosti sve više doživljavali kao jednu od vodećih osoba hrvatskog proljeća. Iako su ga jugokomunističke strukture etiketirale kao "velikog nacionalista", sam za sebe kaže da to nikad nije bio. Ta etiketa u socijalističkoj Jugoslaviji bila je jednom od najgorih stigma, hereza snage "gotovo sa snagom židovske žute zvijezde na traci oko rukava", što je značilo da su ga vlasti i hrvatstvu neskloni mediji označili kao opasnog državnog neprijatelja. Posljedica toga bila je da su se zbog straha od režimskog progona zbog pukog druženja s takvom osobom, od njega su počeli zazirati dojučerašnji prijatelji i obični ljudi.
Godine 1970. nacionalno orijentirane snage koje su predvodili studenti zagrebačkoga Filozofskog fakulteta Dražen Budiša i Ivan Zvonimir Čičak preuzele su većinu u Savezu studenata Zagreba i Hrvatske, te su se angažirali kao radikalno krilo nacionalnog pokreta. Njihovi maksimalistički zahtjevi, iskazani u štrajku studenata u jesen 1971. dali su povod Titu i vodstvu SKJ da odstrani „proljećarsko“ vodstvo SKH koje su predvodili Savka Dabčević-Kučar i Miko Tripalo, a i vodstvo SOH koje je predvodio Ivica Vrkić. 
Morao je otići sjednicu u Karađorđevo,  iako je bio tek drugi dan na medenom mjesecu. Bio je najmlađi sudionik sjednice.  Onda je uoči sjednice doživio da ga je Vladimir Bakarić nazvao frankovcem, što je "u ono vrijeme, na tom mjestu i u tim okolnostima - značilo je prišiti mu epitet radikalnog nacionalista, osobito neraspoloženog prema Srbima." Ondje je bio najmlađim sudionikom.  Ondje je bio iako nije bio članom Izvršnog komiteta SKH, nego zbog toga što je Tito ondje pozvao predsjednike ondašnjih društveno-političkih organizacija SR Hrvatske: Socijalistički savez, sindikat, boračka organizacija te Savez omladine Hrvatske.
Posljedica je bila ta da je Ivica Vrkić koji je bio jednim od najperspektivnijih mladih političara u Hrvatskoj, ostao bez funkcije i ikakvih izgleda da će dobiti neki drugi posao. Poslije su ga mnoštvo puta pozivali na obavijesne razgovore. Vlasti su mu oduzele putovnice. Vraćena mu je tek 18 godina poslije. 
Poslije je upisao pravni studij u Osijeku i diplomirao. Vrijeme na studiju odlično je poslužilo kao premošćivanje razdoblja koje je uslijedilo nakon sječe, jer nakon smjena i otpuštanja mnogi hrvatski proljećari nisu se uopće mogli zaposliti. Kritično je razdoblje prošlo i nekako se kao pravnik uspio zaposliti u Osijeku u Građevinskom institutu.

## Demokratske promjene i samostalna Hrvatska
Kad je osnovana Hrvatska narodna stranka 13. listopada 1990., prvom predsjednicom stranke postala je Savka Dabčević-Kučar, a u uže rukovodstvo stranke ušli su Miko Tripalo, Dragutin Haramija, Srećko Bijelić, Krešimir Džeba, Ivica Vrkić, Slavko Meštrović i Radimir Čačić. 
Poslije je bio tajnikom te stranke. Od 1995. je godine član HDZ-a.
Sudionik Domovinskog rata. Bio je u zapovjedništvu II. zbornog područja Đakovo. Nosio je čin bojnika od 28. svibnja 1992.
Bio je saborskim zastupnikom od 1992. godine do 1995. godine.
Od 7. rujna 1992. do 4. svibnja 1993. obnašao je dužnost člana Odbora za zakonodavstvo Zastupničkog doma Sabora Republike Hrvatske. Od istog dana obnašao je dužnost člana Odbora za unutarnju politiku i nacionalnu sigurnost Zastupničkog doma Sabora Republike Hrvatske i člana Vijeća Hrvatske radio-televizije.
Zastupnički dom Sabora Republike Hrvatske na sjednici 25. rujna 1992. imenovao ga je za člana Komisije za utvrđivanje ratnih i poratnih žrtava iz reda zastupnika.
30. srpnja 1993. imenovan je odlukom Zastupničkog doma Sabora RH za dopredsjednika Odbora za ljudska prava i prava etničkih i nacionalnih zajednica ili manjina.
Od 21. listopada 1994. Zastupnički dom Sabora RH imenovao ga je u članove početnog sastava Vijeća za telekomunikacije na razdoblje od tri godine.
22. ožujka 1995. Odbor za izbor, imenovanja i administrativne poslove Zastupničkog doma Sabora Republike Hrvatske imenovao ga je u Odbor za obilježavanje 50. obljetnice Bleiburških žrtava i žrtava Križnog puta.
Za provedbu aktivnosti u procesu mirne reintegracije Hrvatskog Podunavlja Vlada Republike Hrvatske je u Osijeku osnovala Ured privremene uprave za uspostavu hrvatske vlasti u istočnoj Slavoniji, Baranji i zapadnome Srijemu, a za predstojnika je imenovala Ivicu Vrkića. 5. siječnja 2011. zbog svoje uloge u mirnoj reintegraciji Hrvatskog Podunavlja primio je nagradu Srpskog narodnog vijeća za životno djelo Svetozar Pribićević.
29. prosinca 1995. imenovan je za zamjenika predstavnika Vlade Republike Hrvatske pri Prijelaznoj upravi za uspostavu hrvatske vlasti na području Istočne Slavonije, Baranje i Zapadnog Srijema i za predstojnika Ureda privremene uprave za uspostavu hrvatske vlasti na području Istočne Slavonije, Baranje i Zapadnog Srijema.
30. travnja 1997. imenovan je za člana novoosnovanog Državnog povjerenstva za uspostavu ustavnopravnog poretka Republike Hrvatske na područjima Osječko-baranjske i Vukovarsko-srijemske županije koja su onda bila pod upravom UNTAES-a.
31. srpnja 1998. razriješen je dužnosti zamjenika predsjednice Nacionalnog odbora za ostvarivanje Programa uspostave povjerenja, ubrzanog povratka i normalizacije života na ratom stradalim područjima Republike Hrvatske radi odlaska na novu dužnost. Dužnost zamjenika predsjednice obnašao je od 9. listopada 1997. godine.
Od 15. svibnja 1997. je kao privremeni, a od 3. srpnja 1997. kao redovni do 24. srpnja 1998. godine ravnao je državnom agencijom za posredovanje u prometu određenim nekretninama.
29. listopada 1998. imenovan je za članom Upravnog vijeća Hrvatskog informativno-kulturnog zavoda.
Od 1. kolovoza 1998. do 16. ožujka 2000. je godine bio ravnateljem HRT-a, a 2011. dobivao je ponude za to mjesto. 2012. se kandidirao za to mjesto.
2000. je godine bio predsjednikom uprave Glasa Slavonije koji je spasio od bankrota.
Bio je član Izvršnog odbora HHO-a. Članom je nadzornog odbora Vinarije u Erdutu. Predsjednik je uprave Belja i Glasa Slavonije. Direktorom je tvornice ulja u Čepinu.
Član je Društva hrvatskih književnika.
2. lipnja 2013. godine pobjeđuje na izborima, te 10. lipnja 2013. godine i službeno preuzima dužnost gradonačelnika grada Osijeka.

## Nagrade i priznanja
- Spomenica Domovinskog rata[3]
- razna ina odlikovanja Republike Hrvatske[3]
- spomen medalja Vukovar[29]
- Red Stjepana Radića, za zasluge i stradanje u borbi za nacionalna i socijalna prava hrvatskog naroda, odlukom predsjednika RH Franje Tuđmana[30]
- Red hrvatskog pletera, za osobiti doprinos razvitku i ugledu oružanih snaga Republike Hrvatske, odlukom predsjednika RH Franje Tuđmana[6]
- Red hrvatskog trolista, za osobite zasluge stečene u ratu, izravnoj ratnoj opasnosti ili u iznimnim okolnostima u miru, odlukom predsjednika RH Franje Tuđmana[31]
- Red hrvatskog trolista, za osobite zasluge za Republiku Hrvatsku stečene u ratu, kao član Političke uprave Ministarstva obrane RH[32]
- Povelja Europskog doma o ljudskim pravima[3]
- Priznanje SNV-a "Svetozar Pribičević" za unapređivanje odnosa između Hrvata i Srba,[3] za životno djelo[4]
- počasni građanin Vukovara[3]